# 1766
1766 (MDCCLXVI) fue un año común comenzado en miércoles según el calendario gregoriano.

## Acontecimientos
- 8 de enero: en las Islas Malvinas, una flotilla británica se apodera de Puerto Egmont.
- 5 de marzo: Antonio de Ulloa, el primer gobernador español de Luisiana, llega a Nueva Orleans.
- 23 de marzo: en Madrid (España) empieza el motín de Esquilache, revuelta popular en protesta por la política del ministro de Carlos III. Mala conyuntura económica, alza de precios, tensiones con la alta nobleza.
- 22 de mayo: en Estambul (Turquía), un fuerte terremoto de 7,1 y un tsunami dejan un saldo de 4.000 muertos.
- 11 de junio: en Cuba un terremoto de 6,8 deja un saldo de 40 fallecidos y 700 heridos.
- 1 de julio: en la plaza de la villa de Abbeville (Francia), el joven aristócrata ateo François-Jean Lefebvre (20), es torturado, en su pecho se fija con un largo clavo el Diccionario filosófico de Voltaire (1694-1778) y es quemado en una hoguera por el delito de no haber saludado a una procesión religiosa católica.
- 5 de agosto: Un terremoto de 7,6 sacude el mar de Mármara.
- 15 de diciembre: inicia el viaje del conde de Bougainville; será el primer francés que logre circunnavegar el globo.
- 21 de octubre: Un terremoto de 7,5 causa daños significativos en Cumaná, Venezuela.

- En España sucede una oleada de motines de subsistencias.
- Carlos III emite un real decreto por el que se manda la construcción del Real Cortijo de San Isidro en Aranjuez.

## Nacimientos
- 6 de enero: Gaspar Rodríguez de Francia, cónsul y dictador paraguayo (f. 1840).
- 10 de febrero: Benjamin Smith Barton, médico y botánico estadounidense (f. 1815).
- 14 de febrero: Thomas Malthus, economista británico (f. 1834).
- 22 de abril: Madame de Staël, escritora francesa (f. 1817).
- 4 de mayo: Johann Friedrich Herbart, filósofo y pedagogo alemán (f. 1841).
- 22 de mayo: Rafael Menacho, militar español (f. 1811).
- 9 de julio: Johanna Henriette Trosiener, escritora alemana, madre del filósofo Arthur Schopenhauer (f. 1839).
- 17 de julio: José J. Camacho, abogado, periodista y profesor colombiano (f. 1816).
- 2 de agosto: Louis Delgrès, militar antillano (f. 1802).
- 6 de septiembre: John Dalton, científico británico (f. 1844).
- 21 de octubre: Francisco Antonio Zea, científico y político colombiano (f. 1822).
- 23 de octubre: Emmanuel de Grouchy, mariscal francés (f. 1847).
- Eulalia Pérez de Guillén Mariné, partera, mayordoma y supercentenaria mexicana (f. 1878).
- 22 de noviembre: Camilo Torres Tenorio, abogado, intelectual, político y mártir colombiano (f. 1816).

## Fallecimientos
- 8 de enero: Giacomo Antonio Boni, pintor italiano (n. 1688).
- 13 de enero: Federico V, rey danés (1746-1766).
- 10 de julio: Isabel de Farnesio, esposa de Felipe V de España (n. 1692).
- 9 de noviembre: Unico Wilhem van Wassenaer, diplomático y compositor neerlandés (n. 1692).